# Naja senegalensis
La cobra de Senegal (Naja senegalensis) es una especie de serpiente aletinofidio de la familia de los elápidos.

## Distribución geográfica
Esta serpiente se encuentra en Senegal, Gambia, Malí, Guinea, Burkina Faso, sur de Niger, este de Nigeria, norte de Benín, norte de Ghana, Guinea-Bissau y Costa de Marfil.